# Semino Rossi/Diskografie
Diese Diskografie ist eine Übersicht über die musikalischen Werke des argentinisch-italienischen Schlagersängers Semino Rossi. Den Schallplattenauszeichnungen zufolge hat er bisher mehr als 3,6 Millionen Tonträger verkauft, davon alleine in Deutschland über 3,1 Millionen. Seine erfolgreichste Veröffentlichung ist das fünfte Studioalbum Einmal Ja – Immer Ja mit über 610.000 verkauften Einheiten.

## Alben

### Studioalben
| Jahr | Titel Musiklabel                                             | Höchstplatzierung, Gesamtwochen, AuszeichnungChartplatzierungen (Jahr, Titel, Musiklabel, Platzierungen, Wochen, Auszeichnungen, Anmerkungen) | Höchstplatzierung, Gesamtwochen, AuszeichnungChartplatzierungen (Jahr, Titel, Musiklabel, Platzierungen, Wochen, Auszeichnungen, Anmerkungen) | Höchstplatzierung, Gesamtwochen, AuszeichnungChartplatzierungen (Jahr, Titel, Musiklabel, Platzierungen, Wochen, Auszeichnungen, Anmerkungen) | Höchstplatzierung, Gesamtwochen, AuszeichnungChartplatzierungen (Jahr, Titel, Musiklabel, Platzierungen, Wochen, Auszeichnungen, Anmerkungen) | Höchstplatzierung, Gesamtwochen, AuszeichnungChartplatzierungen (Jahr, Titel, Musiklabel, Platzierungen, Wochen, Auszeichnungen, Anmerkungen) | Anmerkungen                                                  |
| Jahr | Titel Musiklabel                                             | DE | AT | CH | BEF | NL | Anmerkungen                                                  |
| ---- | ------------------------------------------------------------ | --- | --- | --- | --- | --- | ------------------------------------------------------------ |
| 2004 | Alles aus Liebe Koch (UMG)                                   | DE30 ×2Doppelplatin · (53 Wo.)DE | AT10 ×2Doppelplatin · (113 Wo.)AT | CH54 (14 Wo.)CH | — | — | Erstveröffentlichung: 19. Januar 2004 Verkäufe: + 460.000    |
| 2005 | Tausend Rosen für dich Koch (UMG)                            | DE7 ×2Doppelplatin · (64 Wo.)DE | AT2 ×2Doppelplatin · (102 Wo.)AT | CH24 (39 Wo.)CH | — | — | Erstveröffentlichung: 17. Mai 2005 Verkäufe: + 460.000       |
| 2005 | Du mein Gefühl MCP Sound & Media • VM Records (MCP)          | — | AT18 Gold · (16 Wo.)AT | — | — | — | Erstveröffentlichung: 18. September 2005 Verkäufe: + 15.000  |
| 2006 | Ich denk an dich Koch (UMG)                                  | DE1 ×2Doppelplatin · (46 Wo.)DE | AT1 ×2Doppelplatin · (61 Wo.)AT | CH2 Platin · (19 Wo.)CH | BEF90 (5 Wo.)BEF | — | Erstveröffentlichung: 14. Juli 2006 Verkäufe: + 490.000      |
| 2007 | Einmal Ja – Immer Ja Koch (UMG)                              | DE4 ×5Fünffachgold · (86 Wo.)DE | AT1 ×4Vierfachplatin · (47 Wo.)AT | CH7 Platin · (74 Wo.)CH | BEF74 (4 Wo.)BEF | NL74 (2 Wo.)NL | Erstveröffentlichung: 14. September 2007 Verkäufe: + 610.000 |
| 2009 | Die Liebe bleibt Koch (UMG)                                  | DE2 ×2Doppelplatin · (66 Wo.)DE | AT1 ×2Doppelplatin · (42 Wo.)AT | CH6 Gold · (27 Wo.)CH | BEF35 (30 Wo.)BEF | NL31 (7 Wo.)NL | Erstveröffentlichung: 28. August 2009 Verkäufe: + 455.000    |
| 2011 | Rode rozen voor jou Koch (UMG)                               | — | — | — | BEF4 (20 Wo.)BEF | NL13 (17 Wo.)NL | Erstveröffentlichung: 7. April 2011                          |
| 2011 | Augenblicke Koch (UMG)                                       | DE6 Platin · (46 Wo.)DE | AT2 Platin · (44 Wo.)AT | CH9 Gold · (43 Wo.)CH | BEF13 (69 Wo.)BEF | NL44 (13 Wo.)NL | Erstveröffentlichung: 3. Juni 2011 Verkäufe: + 235.000       |
| 2013 | Symphonie des Lebens Koch (UMG)                              | DE2 Platin · (38 Wo.)DE | AT1 ×2Doppelplatin · (44 Wo.)AT | CH9 Gold · (45 Wo.)CH | BEF17 (48 Wo.)BEF | NL27 (2 Wo.)NL | Erstveröffentlichung: 15. März 2013 Verkäufe: + 240.000      |
| 2015 | Amor – Die schönsten Liebeslieder aller Zeiten Polydor (UMG) | DE11 (13 Wo.)DE | AT3 (11 Wo.)AT | CH12 (16 Wo.)CH | BEF14 (36 Wo.)BEF | NL6 (1 Wo.)NL | Erstveröffentlichung: 9. Oktober 2015                        |
| 2017 | Ein Teil von mir Ariola (Sony)                               | DE4 Platin · (42 Wo.)DE | AT1 Platin · (55 Wo.)AT | CH2 (31 Wo.)CH | BEF16 (44 Wo.)BEF | — | Erstveröffentlichung: 23. Juni 2017 Verkäufe: + 215.000      |
| 2019 | So ist das Leben Ariola (Sony)                               | DE2 Gold · (19 Wo.)DE | AT1 (26 Wo.)AT | CH1 (17 Wo.)CH | BEF7 (9 Wo.)BEF | — | Erstveröffentlichung: 5. Juli 2019 Verkäufe: + 100.000       |
| 2022 | Heute hab ich Zeit für dich Ariola (Sony)                    | DE2 (8 Wo.)DE | AT1 (14 Wo.)AT | CH3 (13 Wo.)CH | BEF15 (2 Wo.)BEF | — | Erstveröffentlichung: 18. März 2022                          |
| 2024 | Magische Momente Ariola (Sony)                               | DE6 (9 Wo.)DE | AT2 (15 Wo.)AT | CH5 (4 Wo.)CH | BEF47 (1 Wo.)BEF | — | Erstveröffentlichung: 6. September 2024                      |

### Livealben
| Jahr | Titel Musiklabel                                 | Höchstplatzierung, Gesamtwochen, AuszeichnungChartplatzierungen (Jahr, Titel, Musiklabel, Platzierungen, Wochen, Auszeichnungen, Anmerkungen) | Höchstplatzierung, Gesamtwochen, AuszeichnungChartplatzierungen (Jahr, Titel, Musiklabel, Platzierungen, Wochen, Auszeichnungen, Anmerkungen) | Höchstplatzierung, Gesamtwochen, AuszeichnungChartplatzierungen (Jahr, Titel, Musiklabel, Platzierungen, Wochen, Auszeichnungen, Anmerkungen) | Höchstplatzierung, Gesamtwochen, AuszeichnungChartplatzierungen (Jahr, Titel, Musiklabel, Platzierungen, Wochen, Auszeichnungen, Anmerkungen) | Höchstplatzierung, Gesamtwochen, AuszeichnungChartplatzierungen (Jahr, Titel, Musiklabel, Platzierungen, Wochen, Auszeichnungen, Anmerkungen) | Anmerkungen                                                                    |
| Jahr | Titel Musiklabel                                 | DE | AT | CH | BEF | NL | Anmerkungen                                                                    |
| ---- | ------------------------------------------------ | --- | --- | --- | --- | --- | ------------------------------------------------------------------------------ |
| 2007 | Live in Wien Koch (UMG)                          | — | AT15 (8 Wo.)AT | — | — | — | Erstveröffentlichung: 26. Oktober 2007                                         |
| 2008 | Einmal ja – Immer ja – Live Koch (UMG)           | DE*DE | AT23 Gold · (11 Wo.)AT | — | — | — | Erstveröffentlichung: 28. November 2008 Verkäufe: + 10.000; *siehe Studioalbum |
| 2010 | Die Liebe bleibt – Live Koch (UMG)               | DE*DE | AT7 (12 Wo.)AT | CH20 (28 Wo.)CH | — | NL57 (7 Wo.)NL | Erstveröffentlichung: 4. Juni 2010 *siehe Studioalbum                          |
| 2014 | Best Of – Live Electrola (UMG)                   | DE*DE | AT*AT | CH*CH | BEF36 (12 Wo.)BEF | NL33 (1 Wo.)NL | Erstveröffentlichung: 7. März 2014 *siehe Kompilation                          |
| 2018 | Ein Teil von mir – Live aus Berlin Ariola (Sony) | DE*DE | AT*AT | CH*CH | BEF27 (13 Wo.)BEF | — | Erstveröffentlichung: 10. August 2018 *siehe Studioalbum                       |

### Kompilationen
| Jahr | Titel Musiklabel        | Höchstplatzierung, Gesamtwochen, AuszeichnungChartplatzierungen (Jahr, Titel, Musiklabel, Platzierungen, Wochen, Auszeichnungen, Anmerkungen) | Höchstplatzierung, Gesamtwochen, AuszeichnungChartplatzierungen (Jahr, Titel, Musiklabel, Platzierungen, Wochen, Auszeichnungen, Anmerkungen) | Höchstplatzierung, Gesamtwochen, AuszeichnungChartplatzierungen (Jahr, Titel, Musiklabel, Platzierungen, Wochen, Auszeichnungen, Anmerkungen) | Höchstplatzierung, Gesamtwochen, AuszeichnungChartplatzierungen (Jahr, Titel, Musiklabel, Platzierungen, Wochen, Auszeichnungen, Anmerkungen) | Höchstplatzierung, Gesamtwochen, AuszeichnungChartplatzierungen (Jahr, Titel, Musiklabel, Platzierungen, Wochen, Auszeichnungen, Anmerkungen) | Anmerkungen                                            |
| Jahr | Titel Musiklabel        | DE | AT | CH | BEF | NL | Anmerkungen                                            |
| ---- | ----------------------- | --- | --- | --- | --- | --- | ------------------------------------------------------ |
| 2014 | Best Of Electrola (UMG) | DE10 Gold · (12 Wo.)DE | AT3 Platin · (43 Wo.)AT | CH14 (14 Wo.)CH | BEF33 (29 Wo.)BEF | — | Erstveröffentlichung: 7. März 2014 Verkäufe: + 115.000 |

### EPs
| Jahr | Titel Musiklabel                              | Anmerkungen                            |
| ---- | --------------------------------------------- | -------------------------------------- |
| 2022 | Zauberhafte Weihnachten Universal Music (UMG) | Erstveröffentlichung: 7. November 2022 |

### Weihnachtsalben
| Jahr | Titel Musiklabel         | Höchstplatzierung, Gesamtwochen, AuszeichnungChartplatzierungen (Jahr, Titel, Musiklabel, Platzierungen, Wochen, Auszeichnungen, Anmerkungen) | Höchstplatzierung, Gesamtwochen, AuszeichnungChartplatzierungen (Jahr, Titel, Musiklabel, Platzierungen, Wochen, Auszeichnungen, Anmerkungen) | Höchstplatzierung, Gesamtwochen, AuszeichnungChartplatzierungen (Jahr, Titel, Musiklabel, Platzierungen, Wochen, Auszeichnungen, Anmerkungen) | Höchstplatzierung, Gesamtwochen, AuszeichnungChartplatzierungen (Jahr, Titel, Musiklabel, Platzierungen, Wochen, Auszeichnungen, Anmerkungen) | Höchstplatzierung, Gesamtwochen, AuszeichnungChartplatzierungen (Jahr, Titel, Musiklabel, Platzierungen, Wochen, Auszeichnungen, Anmerkungen) | Anmerkungen                                                 |
| Jahr | Titel Musiklabel         | DE | AT | CH | BEF | NL | Anmerkungen                                                 |
| ---- | ------------------------ | --- | --- | --- | --- | --- | ----------------------------------------------------------- |
| 2005 | Feliz Navidad Koch (UMG) | DE30 Gold · (11 Wo.)DE | AT10 Platin · (18 Wo.)AT | CH75 (7 Wo.)CH | BEF151 (3 Wo.)BEF | — | Erstveröffentlichung: 18. November 2005 Verkäufe: + 130.000 |

## Singles
| Jahr | Titel Album                                                      | Höchstplatzierung, Gesamtwochen, AuszeichnungChartplatzierungen (Jahr, Titel, Album, Platzierungen, Wochen, Auszeichnungen, Anmerkungen) | Höchstplatzierung, Gesamtwochen, AuszeichnungChartplatzierungen (Jahr, Titel, Album, Platzierungen, Wochen, Auszeichnungen, Anmerkungen) | Höchstplatzierung, Gesamtwochen, AuszeichnungChartplatzierungen (Jahr, Titel, Album, Platzierungen, Wochen, Auszeichnungen, Anmerkungen) | Höchstplatzierung, Gesamtwochen, AuszeichnungChartplatzierungen (Jahr, Titel, Album, Platzierungen, Wochen, Auszeichnungen, Anmerkungen) | Höchstplatzierung, Gesamtwochen, AuszeichnungChartplatzierungen (Jahr, Titel, Album, Platzierungen, Wochen, Auszeichnungen, Anmerkungen) | Anmerkungen                                                                                        |
| Jahr | Titel Album                                                      | DE | AT | CH | BEF | NL | Anmerkungen                                                                                        |
| ---- | ---------------------------------------------------------------- | --- | --- | --- | --- | --- | -------------------------------------------------------------------------------------------------- |
| 1996 | Borriquito (como tu) Du mein Gefühl                              | — | — | — | — | — | Erstveröffentlichung: 1996                                                                         |
| 2008 | Rot sind die Rosen Einmal Ja – Immer Ja (Tour-Edition)           | DE52 (9 Wo.)DE | AT53 (5 Wo.)AT | — | — | — | Erstveröffentlichung: 18. Juli 2008 Original: Frank Michael – Toutes les femmes sont belles        |
| 2011 | Jij was het mooiste meisje Rode rozen voor jou                   | — | — | — | — | — | Erstveröffentlichung: 2011                                                                         |
| 2017 | Wir sind im Herzen jung Ein Teil von mir                         | — | — | — | — | — | Erstveröffentlichung: 15. September 2017                                                           |
| 2018 | Königin des Sommers Ein Teil von mir                             | — | — | — | — | — | Erstveröffentlichung: 13. April 2018                                                               |
| 2019 | Das verflixte 7. Jahr So ist das Leben                           | — | — | — | — | — | Erstveröffentlichung: 15. März 2019                                                                |
| 2019 | Hola, hola – Hast du heute Abend Zeit für mich So ist das Leben  | — | — | — | — | — | Erstveröffentlichung: 28. Juni 2019                                                                |
| 2019 | Deus Amazonas So ist das Leben (Geschenk-Edition)                | — | — | — | — | — | Erstveröffentlichung: 28. November 2019                                                            |
| 2020 | Unbeschreiblich weiblich – Umständlich männlich So ist das Leben | — | — | — | — | — | Erstveröffentlichung: 3. Januar 2020 feat. Rosanna Rocci                                           |
| 2021 | Das war unser Sommer Heute hab ich Zeit für dich                 | — | — | — | — | — | Erstveröffentlichung: 3. September 2021 Nina Simone – Don’t Let Me Be Misunderstood                |
| 2021 | Was bitte was Heute hab ich Zeit für dich • Plus 1               | — | — | — | — | — | Erstveröffentlichung: 29. Oktober 2021 Neuauflage: 14. März 2025; Mickie Krause feat. Semino Rossi |
| 2022 | Heute hab ich Zeit für dich                                      | — | — | — | — | — | Erstveröffentlichung: 18. März 2022                                                                |
| 2023 | Vamos, amore mio, vamos Heute hab ich Zeit für dich              | — | — | — | — | — | Erstveröffentlichung: 24. März 2023                                                                |
| 2024 | Magische Momente                                                 | — | — | — | — | — | Erstveröffentlichung: 12. Januar 2024                                                              |
| 2024 | Ja, ja, ja, ja Magische Momente                                  | — | — | — | — | — | Erstveröffentlichung: 26. April 2024                                                               |
| 2024 | Musik meines Herzens (The Music of My Heart) Magische Momente    | — | — | — | — | — | Erstveröffentlichung: 13. Juli 2024 feat. Charlien                                                 |

## Videoalben
| Jahr | Titel Musiklabel                                        | Höchstplatzierung, Gesamtwochen, AuszeichnungChartplatzierungen (Jahr, Titel, Musiklabel, Platzierungen, Wochen, Auszeichnungen, Anmerkungen) | Höchstplatzierung, Gesamtwochen, AuszeichnungChartplatzierungen (Jahr, Titel, Musiklabel, Platzierungen, Wochen, Auszeichnungen, Anmerkungen) | Höchstplatzierung, Gesamtwochen, AuszeichnungChartplatzierungen (Jahr, Titel, Musiklabel, Platzierungen, Wochen, Auszeichnungen, Anmerkungen) | Höchstplatzierung, Gesamtwochen, AuszeichnungChartplatzierungen (Jahr, Titel, Musiklabel, Platzierungen, Wochen, Auszeichnungen, Anmerkungen) | Höchstplatzierung, Gesamtwochen, AuszeichnungChartplatzierungen (Jahr, Titel, Musiklabel, Platzierungen, Wochen, Auszeichnungen, Anmerkungen) | Anmerkungen                                                |
| Jahr | Titel Musiklabel                                        | DE | AT | CH | BEF | NL | Anmerkungen                                                |
| ---- | ------------------------------------------------------- | --- | --- | --- | --- | --- | ---------------------------------------------------------- |
| 2007 | Buenos dias – Ich bin wieder hier Koch (UMG)            | DE34 Platin · (8 Wo.)DE | AT1 Platin · (29 Wo.)AT | — | — | — | Erstveröffentlichung: 30. März 2007 Verkäufe: + 60.000     |
| 2007 | Live in Wien Koch (UMG)                                 | DE— PlatinDE | AT2 Gold · (13 Wo.)AT | CH7 (1 Wo.)CH | — | — | Erstveröffentlichung: 26. Oktober 2007 Verkäufe: + 55.000  |
| 2008 | Einmal ja – Immer ja – Live Koch (UMG)                  | DE*DE | AT2 (9 Wo.)AT | CH3 (11 Wo.)CH | — | — | Erstveröffentlichung: 28. November 2008 *siehe Studioalbum |
| 2010 | Die Liebe bleibt – Live Koch (UMG)                      | DE*DE | AT2 (6 Wo.)AT | CH4 (8 Wo.)CH | BEF5 (8 Wo.)BEF | NL8 (12 Wo.)NL | Erstveröffentlichung: 4. Juni 2010 *siehe Studioalbum      |
| 2014 | Best Of – Live Electrola (UMG)                          | DE*DE | AT5 (1 Wo.)AT | CH10 (1 Wo.)CH | BEF3 (9 Wo.)BEF | NL19 (4 Wo.)NL | Erstveröffentlichung: 7. März 2014 *siehe Kompilation      |
| 2018 | Ein Teil von mir – Ein Tourtag mit Semino Ariola (Sony) | DE*DE | AT1 (4 Wo.)AT | CH1 (6 Wo.)CH | BEF1 (12 Wo.)BEF | NL2 (8 Wo.)NL | Erstveröffentlichung: 10. August 2018 *siehe Studioalbum   |

## Promoveröffentlichungen
| Jahr | Titel Album                                                         | Anmerkungen                                                                 |
| ---- | ------------------------------------------------------------------- | --------------------------------------------------------------------------- |
| 2005 | Komm’ und küss mich Corazon Bella Romantica                         | Erstveröffentlichung: 2005                                                  |
| 2013 | Für immer und einen Tag Symphonie des Lebens                        | Erstveröffentlichung: 2013                                                  |
| 2013 | Bella Romantica Symphonie des Lebens                                | Erstveröffentlichung: 2013                                                  |
| 2013 | Du bist meine Symphonie Symphonie des Lebens                        | Erstveröffentlichung: 2013                                                  |
| 2013 | Für immer und einen Tag Symphonie des Lebens                        | Erstveröffentlichung: 19. September 2013                                    |
| 2014 | Ich danke dir Symphonie des Lebens                                  | Erstveröffentlichung: 28. November 2014 Original: Andrea Berg – Lieber Gott |
| 2015 | Schön ist der Morgen Amor – Die schönsten Liebeslieder aller Zeiten | Erstveröffentlichung: 9. Oktober 2015                                       |
| 2016 | Arja Amor – Die schönsten Liebeslieder aller Zeiten                 | Erstveröffentlichung: 15. Januar 2016                                       |
| 2017 | Muy bien Ein Teil von mir                                           | Erstveröffentlichung: 8. September 2017                                     |
| 2018 | Verrückt nach deiner Liebe Ein Teil von mir                         | Erstveröffentlichung: 17. August 2018                                       |
| 2022 | Tango amore Ich würd’s wieder tun                                   | Erstveröffentlichung: 28. Juli 2022 Andrea Berg feat. Semino Rossi          |

## Sonderveröffentlichungen

### Alben
| Jahr | Titel Musiklabel                                                    | Anmerkungen |
| ---- | ------------------------------------------------------------------- | --- |
| 2015 | Amor – Die schönsten Liebeslieder aller Zeiten – Live Polydor (UMG) | Erstveröffentlichung: 9. Oktober 2015 Teil von Amor – Die schönsten Liebeslieder aller Zeiten (Deluxe-Edition) |

| Jahr | Titel Musiklabel                                         | Anmerkungen                                                                     |
| ---- | -------------------------------------------------------- | ------------------------------------------------------------------------------- |
| 2008 | Du mein Gefühl MCP Sound & Media • VM Records (MCP)      | Erstveröffentlichung: 6. März 2008 Label-Kompilation                            |
| 2011 | Das Beste 2004–2008 Koch (UMG)                           | Erstveröffentlichung: 2011 Label-Kompilation                                    |
| 2011 | Momentos Koch (UMG)                                      | Erstveröffentlichung: 11. November 2011 Teil von Augenblicke (Geschenk-Edition) |
| 2015 | Tausend Rosen für dich + Alles aus Liebe Electrola (UMG) | Erstveröffentlichung: 6. November 2015 Teil der „2-for-1“-Reihe                 |
| 2016 | Bella romantica – Seine schönsten Lieder Electrola (UMG) | Erstveröffentlichung: 20. Juni 2016 Label-Kompilation                           |
| 2019 | Die ersten großen Erfolge MCP Sound & Media (MCP)        | Erstveröffentlichung: 21. Juni 2019 Label-Kompilation                           |
| 2020 | Ich find Schlager toll – Das Beste Electrola (UMG)       | Erstveröffentlichung: 17. Januar 2020 Teil der „Ich-find-Schlager-toll“-Reihe   |

| Jahr | Titel Musiklabel                                  | Anmerkungen                                                              |
| ---- | ------------------------------------------------- | ------------------------------------------------------------------------ |
| 2013 | Das Beste 2004–2013 Electrola (UMG)               | Erstveröffentlichung: 2013 Label-Kompilation                             |
| 2014 | Die Erfolgsgeschichte Electrola (UMG)             | Erstveröffentlichung: 2014 Label-Kompilation                             |
| 2018 | Die große Semino Rossi Kollektion Electrola (UMG) | Erstveröffentlichung: 2018 Label-Kompilation                             |
| 2019 | Electrola – Das ist Musik! Electrola (UMG)        | Erstveröffentlichung: 27. September 2019 Teil der „Das-ist-Musik!“-Reihe |

### Lieder
| Jahr | Titel Album                                                           | Anmerkungen                                                                                          |
| ---- | --------------------------------------------------------------------- | --- |
| 2009 | La Paloma Leben                                                       | Erstveröffentlichung: 16. Oktober 2009 Karel Gott feat. Semino Rossi; Original: Sebastián de Yradier |
| 2012 | You Raise Me Up Für einen Tag (Show-Edition)                          | Erstveröffentlichung: 30. Dezember 2012 Helene Fischer feat. Semino Rossi; Original: Secret Garden   |
| 2013 | Aber dich gibt’s nur einmal für mich Abenteuer – 20 Jahre Andrea Berg | Erstveröffentlichung: 11. Januar 2013 Andrea Berg feat. Semino Rossi; Original: Nilsen Brothers      |
| 2013 | The Music of My Heart Daydream                                        | Erstveröffentlichung: 15. März 2013 Katherine Jenkins feat. Semino Rossi                             |
| 2016 | Ich wünsche mir Frieden Kerstmis met jou (Limited-Edition)            | Erstveröffentlichung: 18. November 2016 Christoff feat. Semino Rossi                                 |
| 2020 | Wenn die Wunderkerzen brennen Das ultimative Jubiläums-Best-Of        | Erstveröffentlichung: 23. Oktober 2020 Jürgen Drews feat. Semino Rossi                               |
| 2020 | Wir leben Schlager Das ultimative Jubiläums-Best-Of                   | Erstveröffentlichung: 23. Oktober 2020 Jürgen Drews & Freunde                                        |
| 2022 | Tango amore Ich würd’s wieder tun                                     | Erstveröffentlichung: 29. Juli 2022 Andrea Berg feat. Semino Rossi                                   |
| 2025 | Was bitte was Plus 1                                                  | Erstveröffentlichung: 14. März 2025 Mickie Krause feat. Semino Rossi                                 |

| Jahr | Titel Album                                              | Anmerkungen |
| ---- | -------------------------------------------------------- | --- |
| 2005 | Bésame mucho Let’s Swing – Stars im Big-Band-Sound       | Erstveröffentlichung: 19. September 2005 Original: Emilio Tuero                                                      |
| 2005 | Let’s Swing Medley Let’s Swing – Stars im Big-Band-Sound | Erstveröffentlichung: 19. September 2005 mit Karel Gott, Francine Jordi, Wencke Myhre, Simone Stelzer + SWR Big Band |
| 2005 | Moliendo Cafe Let’s Swing – Stars im Big-Band-Sound      | Erstveröffentlichung: 19. September 2005 Original: Conjunto Casino                                                   |
| 2005 | Rot ist der Wein Let’s Swing – Stars im Big-Band-Sound   | Erstveröffentlichung: 19. September 2005 Original: Al Martino – Spanish Eyes                                         |
| 2005 | Samba-Medley Let’s Swing – Stars im Big-Band-Sound       | Erstveröffentlichung: 19. September 2005 mit Francine Jordi, Simone Stelzer & SWR Big Band                           |
| 2006 | Sternstunden-Zeit                                        | Erstveröffentlichung: 17. November 2006 mit G. G. Anderson, Wind, Francine Jordi & Die Paldauer                      |

### Videoalben
| Jahr | Titel Musiklabel                                           | Anmerkungen |
| ---- | ---------------------------------------------------------- | --- |
| 2008 | Einmal Ja – Immer ja – Tour-Edition-Deluxe Koch (UMG)      | Erstveröffentlichung: 19. September 2008 CD+DVD; erweiterte Fassung von Einmal Ja – Immer ja                   |
| 2009 | Die Liebe bleibt – Deluxe Edition Koch (UMG)               | Erstveröffentlichung: 28. August 2009 CD+DVD; erweiterte Fassung von Die Liebe bleibt                          |
| 2010 | Die Liebe bleibt – 9 der schönsten TV-Auftritte Koch (UMG) | Erstveröffentlichung: 17. September 2010 CD+DVD; erweiterte Fassung von Die Liebe bleibt (Tour-Edition-Deluxe) |
| 2011 | Augenblicke – Deluxe-Edition Koch (UMG)                    | Erstveröffentlichung: 3. Juni 2011 CD+DVD; erweiterte Fassung von Augenblicke                                  |
| 2012 | Augenblicke – Tour Edition Koch (UMG)                      | Erstveröffentlichung: 3. Februar 2012 CD+DVD; erweiterte Fassung von Augenblicke                               |
| 2013 | Symphonie des Lebens – Tour Edition Koch (UMG)             | Erstveröffentlichung: 11. Oktober 2013 CD+DVD; erweiterte Fassung von Symphonie des Lebens                     |
| 2017 | Ein Teil von mir – TV-Special Ariola (Sony)                | Erstveröffentlichung: 20. Oktober 2017 Teil von Ein Teil von mir (Geschenk-Box)                                |
| 2020 | So ist das Leben – Geschenk-Edition Ariola (Sony)          | Erstveröffentlichung: 10. Januar 2020 CD+DVD; erweiterte Fassung von So ist das Leben                          |

## Statistik

### Chartauswertung
Die folgenden Statistiken bieten eine Übersicht der Charterfolge von Semino Rossi in den Album, Single- und Musik-DVD-Charts. Zu beachten ist, dass sich Videoalben in Deutschland in den Albumcharts platzieren, die Angaben der restlichen Länder entstammen aus eigenständigen Musik-DVD-Charts.
|                     | DE     | AT     | CH     | BEF      | NL    |
| ------------------- | ------ | ------ | ------ | -------- | ----- |
| Nummer-eins-Alben   | DE1DE  | AT7AT  | CH1CH  | BEF—BEF  | NL—NL |
| Top-10-Alben        | DE11DE | AT15AT | CH9CH  | BEF2BEF  | NL—NL |
| Alben in den Charts | DE16DE | AT18AT | CH15CH | BEF15BEF | NL8NL |

|                       | DE    | AT    | CH    | BEF     | NL    |
| --------------------- | ----- | ----- | ----- | ------- | ----- |
| Nummer-eins-Singles   | DE—DE | AT—AT | CH—CH | BEF—BEF | NL—NL |
| Top-10-Singles        | DE—DE | AT—AT | CH—CH | BEF—BEF | NL—NL |
| Singles in den Charts | DE1DE | AT1AT | CH—CH | BEF—BEF | NL—NL |

|                          | DE    | AT    | CH    | BEF     | NL    |
| ------------------------ | ----- | ----- | ----- | ------- | ----- |
| Nummer-eins-Videoalben   | DE—DE | AT2AT | CH1CH | BEF1BEF | NL—NL |
| Top-10-Videoalben        | DE—DE | AT6AT | CH5CH | BEF3BEF | NL2NL |
| Videoalben in den Charts | DE—DE | AT6AT | CH5CH | BEF3BEF | NL3NL |

### Auszeichnungen für Musikverkäufe
Anmerkung: Auszeichnungen in Ländern aus den Charttabellen bzw. Chartboxen sind in ebendiesen zu finden.
| Land/RegionAuszeichnungen für Musikverkäufe (Land/Region, Auszeichnungen, Verkäufe, Quellen) | Gold       | Platin       | Verkäufe  | Quellen           |
| -------------------------------------------------------------------------------------------- | ---------- | ------------ | --------- | ----------------- |
| Deutschland (BVMI)                                                                           | 4× Gold4   | 15× Platin15 | 3.100.000 | musikindustrie.de |
| Österreich (IFPI)                                                                            | 3× Gold3   | 19× Platin19 | 450.000   | ifpi.at           |
| Schweiz (IFPI)                                                                               | 3× Gold3   | 2× Platin2   | 100.000   | hitparade.ch      |
| Insgesamt                                                                                    | 10× Gold10 | 36× Platin36 |           |                   |